# Synekia
Synekia – zamieszkiwanie gniazd innych gatunków (np. gryzoni w korytarzach kretów).